# Tetzlav av Rügen
Tetzlav av Rügen, död 1170, var regerande kung/furste av Rügen mellan 1162 och 1170.
Han tvingades tillsammans med sin bror Jaromar år 1168 underkasta sig Valdemar I av Danmark efter belägringen av Arkona, konvertera till kristendomen och bli dansk vasall med titeln furste. 